# Yuttana Mano
Pour les articles homonymes, voir Mano.
Yuttana Mano, né le 26 février 1997, est un coureur cycliste thaïlandais. Il participe à des compétitions sur route et sur piste.

## Palmarès sur route

### Par année
- 2015
  -  Médaillé d'argent du championnat d'Asie du contre-la-montre juniors
- 2020
  - 6e étape du Tour de Thaïlande
- 2022
  - 3e du championnat de Thaïlande du contre-la-montre

### Classements mondiaux
| Année         | 2016 | 2017 | 2018 |
| ------------- | ---- | ---- | ---- |
| UCI Asia Tour | 356e |      | 404e |

## Palmarès sur piste

### Championnats du monde
- Pruszków 2019
  - 22e de la poursuite individuelle

### Championnats du monde juniors
- Astana 2015
  -  Médaillé d'argent du scratch

### Jeux d'Asie du Sud-Est
- Nilai-Putrajaya 2017
  -  Médaillé d'argent de la poursuite par équipes

### Jeux asiatiques et d'arts martiaux en salle
- Achgabat 2017
  -  Médaillé de bronze de la poursuite par équipes[3]